# 1C (Unternehmen)
1C (russisch Фирма 1С) ist einer der größten unabhängigen russischen Software-Entwickler und -Publisher. Die Zentrale des 1991 gegründeten Unternehmens befindet sich in Moskau.

## Unternehmen
Außerhalb der ehemaligen Sowjetunion ist 1C hauptsächlich als Computerspiel-Unternehmen bekannt, agiert jedoch in den GUS-Staaten auch als Vertriebspartner für internationale Firmen wie Microsoft, Novell oder Symantec und entwickelt unterschiedliche eigene Softwarereihen. In den ehemaligen Sowjetstaaten verfügt 1C über ein Netzwerk von über 8000 Händlern in mehr als 600 Städten und betreibt 280 eigene Ladengeschäfte.
1C fertigt auch von internationalen Programmen, insbesondere Computerspielen, russische Übersetzungen an und veröffentlicht diese auf dem russischen Markt. Zum Portfolio von 1C gehört 1C:Enterprise, eine Software-Suite für Unternehmen, die Aufgaben wie CRM, SRM und Personalverwaltung erledigt. 
Lange Zeit betrieb 1C einige eigene Entwicklungsstudios für Computerspiele, darunter bekannter Titel wie die Flugsimulation IL-2 Sturmovik von 1C:Maddox. Im Mai 2005 erwarb 1C den tschechischen Publisher Cenega, der neben seiner Zentrale in Prag auch Standorte in Polen und der Slowakei unterhielt. 2007 wurde Cenega in 1C Publishing EU umbenannt. Mit Ino-Co erwarb 1C im Dezember 2007 das Entwicklerstudio hinter den Spiel Star Wolves und Fantasy Wars. Im Februar 2008 schloss sich 1C mit Soft Club, einem weiteren russischen Publisher, zusammen. Ebenfalls 2008 wurde der russische Publisher Buka Entertainment übernommen. Die Spieleaktivitäten wurden in der Tochter 1C Publishing konzentriert und in 1C Entertainment umbenannt. Im Februar 2022 veräußerte 1C seine Computerspiel-Sparte an den chinesischen Techkonzern Tencent, mit der Maßgabe diese binnen sechs Monate umzubenennen. 1C Entertainment wurde daraufhin in Fulqrum Games umbenannt.

## Spiele (Auszug)
Als Entwickler
- IL-2 Sturmovik
- Majesty 2: The Fantasy Kingdom Sim

Als Publisher
- Baphomets Fluch: Der schlafende Drache
- Ceville
- King’s Bounty
- Men of War
- Perimeter
- Port Royale
- Red Orchestra 2: Heroes of Stalingrad
- Space Rangers 2: Dominators
- The Witcher 2: Assassins of Kings
- Through the Woods